# ماریانو خوزه دلارا
ماریانو خوزه دلارا (انگلیسی: Mariano José de Larra; ۲۴ مارس ۱۸۰۹ – ۱۳ فوریهٔ ۱۸۳۷) روزنامه‌نگار، رمان‌نویس، نمایشنامه‌نویس، سیاست‌مدار اهل اسپانیا بود.